# Franz Schuler
Franz Schuler (ur. 3 października 1962 w Kufstein) – austriacki biathlonista, srebrny medalista mistrzostw świata.

## Kariera
W zawodach Pucharu Świata zadebiutował 26 lutego 1983 roku w Anterselvie, zajmując 43. miejsce w sprincie. Pierwsze pucharowe punkty zdobył 19 stycznia 1985 roku w Oberhofie, kiedy zajął 10. miejsce w sprincie. Na podium zawodów tego cyklu pierwszy raz stanął 22 lutego 1986 roku w Oslo, gdy rywalizację tej samej konkurencji ukończył na drugiej pozycji. W kolejnych startach jeszcze cztery razy stanął na podium: 20 grudnia 1986 roku w Obertilliach był trzeci w sprincie, 19 marca 1988 roku w Jyväskylä wygrał, 17 marca 1990 roku w Kontiolahti ponownie zajął drugie miejsce w sprincie, a 7 marca 1991 roku w Oslo zajął drugie miejsce w biegu indywidualnym. Najlepsze wyniki osiągnął w sezonie 1990/1991, kiedy zajął dziewiąte miejsce w klasyfikacji generalnej.
Największy sukces w karierze osiągnął na mistrzostwach świata w Oslo w 1986 roku. Wywalczył tam srebrny medal w sprincie, rozdzielając Walerija Miedwiedcewa z ZSRR i André Sehmischa z NRD. Był też między innymi czwarty w biegu drużynowym podczas mistrzostw świata w Borowcu w 1993 roku i ósmy w sprincie podczas mistrzostw świata w Lake Placid w 1987 roku.
W 1984 roku wystartował na igrzyskach olimpijskich w Sarajewie, gdzie zajął 30. miejsce w biegu indywidualnym i 8. miejsce w sztafecie. Na rozgrywanych cztery lata później igrzyskach w Calgary był między innymi siedemnasty w sprincie i czwarty w sztafecie. Podczas igrzysk olimpijskich w Albertville w 1992 roku we wszystkich startach plasował się poza czołową dziesiątką. Brał również udział w igrzyskach w Lillehammer dwa lata później, zajął 9. pozycję w sztafecie, 30. w sprincie i 48. w biegu indywidualnym.

## Osiągnięcia

### Igrzyska olimpijskie
| Rok  | Miejscowość | Konkurencje | Konkurencje | Konkurencje | Konkurencje | Konkurencje | Konkurencje | Konkurencje |
| Rok  | Miejscowość | IN          | SP          | PU          | MS          | RL          | MR          | SR          |
| ---- | ----------- | ----------- | ----------- | ----------- | ----------- | ----------- | ----------- | ----------- |
| 1984 | Sarajewo    | 30.         | –           | nd.         | nd.         | 8.          | nd.         | –           |
| 1988 | Calgary     | 36.         | 17.         | nd.         | nd.         | 4.          | nd.         | –           |
| 1992 | Albertville | 49.         | 21.         | nd.         | nd.         | 12.         | nd.         | –           |
| 1994 | Lillehammer | 48.         | 30.         | nd.         | nd.         | 9.          | nd.         | –           |

### Mistrzostwa świata
| Rok  | Miejscowość | Konkurencje | Konkurencje | Konkurencje | Konkurencje | Konkurencje | Konkurencje | Konkurencje |
| Rok  | Miejscowość | IN          | SP          | PU          | MS          | RL          | MR          | SR          |
| ---- | ----------- | ----------- | ----------- | ----------- | ----------- | ----------- | ----------- | ----------- |
| 1983 | Anterselva  | –           | 43.         | nd.         | nd.         | –           | nd.         | –           |
| 1985 | Ruhpolding  | 38.         | 40.         | nd.         | nd.         | –           | nd.         | –           |
| 1986 | Oslo        | 19.         | 2.          | nd.         | nd.         | 7.          | nd.         | –           |
| 1987 | Lake Placid | 44.         | 8.          | nd.         | nd.         | 6.          | nd.         | –           |
| 1989 | Feistritz   | 52.         | 34.         | nd.         | nd.         | 9.          | nd.         | –           |
| 1990 | Oslo/Mińsk  | –           | 26.         | nd.         | nd.         | 9.          | nd.         | –           |
| 1991 | Lahti       | 19.         | 44.         | nd.         | nd.         | 12.         | nd.         | –           |
| 1993 | Borowec     | –           | 59.         | nd.         | nd.         | 14.         | nd.         | –           |

### Puchar Świata

#### Miejsca w klasyfikacji generalnej
| Sezon     | Miejsce |
| --------- | ------- |
| 1982/1983 | -       |
| 1983/1984 | -       |
| 1984/1985 | 14.     |
| 1985/1986 | 35.     |
| 1986/1987 | 24.     |
| 1987/1988 | 18.     |
| 1988/1989 | 21.     |
| 1989/1990 | 20.     |
| 1990/1991 | 9.      |
| 1991/1992 | 24.     |
| 1992/1993 | 49.     |
| 1993/1994 | 37.     |

#### Miejsca na podium chronologicznie
| Lp. | Dzień      | Rok  | Miejscowość  | Konkurencja                | Lokata | Pudła   | Czas biegu | Strata | Zwycięzca           |
| --- | ---------- | ---- | ------------ | -------------------------- | ------ | ------- | ---------- | ------ | ------------------- |
| 1.  | 22 lutego  | 1986 | Oslo         | Sprint na 10 km            | 2.     | 0+1     | 28:02,8    | +52,5  | Walerij Miedwiedcew |
| 2.  | 20 grudnia | 1986 | Obertilliach | Sprint na 10 km            | 3.     | 0+1     | 36:14,7    | +28,5  | Roger Westling      |
| 3.  | 19 marca   | 1988 | Jyväskylä    | Sprint na 10 km            | 1.     | 0+0     | 27:28,8    | –      | –                   |
| 4.  | 17 marca   | 1990 | Kontiolahti  | Sprint na 10 km            | 2.     | 0+0     | 26:51,4    | +25,4  | Andreas Zingerle    |
| 5.  | 7 marca    | 1991 | Oslo         | Bieg indywidualny na 20 km | 2.     | 0+1+0+0 | 57:02,9    | +3,6   | Mark Kirchner       |